# Мунлапамок

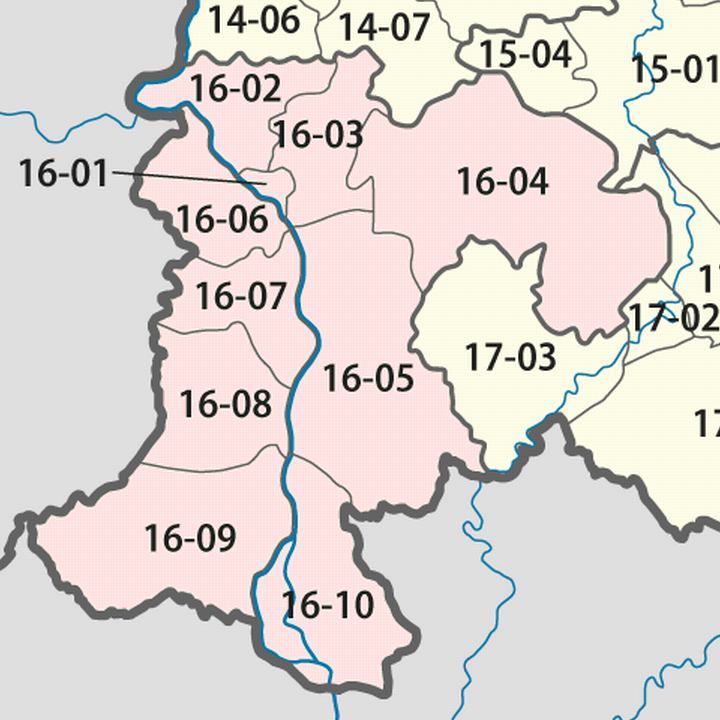
Число 16-09

Мунлапамок — один з районів (лаос. ເມືອງ муанг) провінції Тямпасак, Лаос.